# Kelly (Name)
Kelly ist ein Vor- und Familienname, vor allem im englischsprachigen Raum.

## Herkunft und Bedeutung
Der Familienname Kelly ist etymologisch irischer Herkunft und in Irland der zweithäufigste Name (nach Murphy). Später wurde er auch zum Vornamen (ursprünglich männlich, später auch weiblich).
Namensvarianten sind Kelley, Kelli, Kellye, Kellie, Kelle, Kellog, O’Kelly, McCullough und Cheallaigh (als weiblicher Nachname zum Beispiel Ní Cheallaigh).
Meistens ist Kelly eine Anglisierung des gälischen Clan-Namens Ó Ceallaigh, was so viel wie Nachkomme von Ceallach bedeutet. Ceallach selbst bedeutet kriegerisch, was von Rekrutierungsunteroffizieren in vielen englischsprachigen Armeen (Irische Armee, Britische Armee und Australische Armee) unter der Bedeutung Mutiger Krieger aufgenommen wurde. In der amerikanischen Volkskultur bedeutet es auch Krieger-Prinzessin. Die Schreibweise Kelley wird oft mit vor allem protestantischen Hungersnot-Einwanderern assoziiert, auch wenn die Beamten auf Ellis Island verschiedene Schreibweisen anwandten.
Der Schutzpatron des Kelly-Clans ist der heilige Grellan.

## Namensträger

### Vorname
- Kelly Ayotte (* 1968), US-amerikanische Politikerin
- Kelly Catlin (1995–2019), US-amerikanische Radsportlerin
- Kelly Clarkson (* 1982), US-amerikanische Sängerin
- Kelly Darboven (* 1992), deutsche Schauspielerin und Hörspielsprecherin
- Kelly Friesen (1967–2024), kanadischer Jazzmusiker
- Kelly Harrell (1889–1942), US-amerikanischer Old-Time-Musiker
- Kelly Jones (* 1964), US-amerikanischer Tennisspieler
- Kelly Jones (* 1974), britischer Musiker
- Kelly B. Jones (* 1983), thailändisch-walisische Schauspielerin, Synchronsprecherin, Moderatorin und Model
- Kelly Kainz (* 1975), britisch-österreichische Tänzerin
- Kelly Kjorlien (* 1992), US-amerikanische Biathletin
- Kelly Metzger (* 1980), kanadische Synchronsprecherin und Theaterschauspielerin
- Kelly Minkin (* 1987), US-amerikanische Pokerspielerin
- Kelly Olynyk (* 1991), kanadischer Basketballspieler
- Kelly Osbourne (* 1984), US-amerikanische Sängerin (Rock)
- Kelly Preston (1962–2020), US-amerikanische Schauspielerin
- Kelly Reilly (* 1977), britische Schauspielerin
- Kelly Roberty (1954–2016), US-amerikanischer Jazz-Bassist
- Kelly Rowland (* 1981), US-amerikanische Sängerin (R&B)
- Kelly Rutherford (* 1968), US-amerikanische Schauspielerin
- Kelly Sill (1952–2022), US-amerikanischer Jazzmusiker
- Kelly Slater (* 1972), US-amerikanischer Profisurfer
- Kelly Sullivan (* 1978), US-amerikanische Schauspielerin
- Kelly Svirakova (* 1993), deutsche WebVideoProduzentin
- Kelly Trump (* 1970), deutsche Moderatorin und Ex-Pornodarstellerin

### Familienname

#### A
- Abderahmane Kelly (* 1979), mauretanischer Fußballschiedsrichter
- Adam Kelly (* 1997), US-amerikanisch-estnischer Hammerwerfer
- Aimee Kelly (* 1993), britische Schauspielerin
- Alan Kelly senior (1936–2009), irischer Fußballspieler
- Alan Kelly junior (* 1968), irischer  Fußballspieler
- Alan Kelly (Politiker) (* 1975), irischer Politiker (Irish Labour Party), Mitglied des Europaparlaments
- Alan Kelly (Schiedsrichter) (* 1975), irischer Fußballschiedsrichter
- Albert Edward Kelly (1914–1994), britischer Komponist und Dirigent
- Alexander Kelly (Soldat) (1840–1907), Soldat im Sezessionskrieg
- Alexander Kelly (Pianist) (1929–1996), schottischer Pianist
- Angelita Castro-Kelly (1942–2015), philippinische Physikerin
- Angelo Kelly (* 1981), irischer Musiker
- Annie Elizabeth Kelly (1877–1946), neuseeländische Künstlerin und Porträtmalerin
- Anthony Kelly (Materialwissenschaftler) (1929–2014), britischer Metallurge und Hochschullehrer
- Anthony Kelly (Theologe) (* 1938), australischer Ordensgeistlicher und Theologe
- Anthony Kelly (Kampfsportler) (* 1964), australischer Kampfsportler
- Anthony Kelly (Pädagoge), irischer Pädagoge und Hochschullehrer
- Archie Kelly (1921–2005), schottischer Fußballspieler
- Arlene Kelly, Geburtsname von Arlene Foster (* 1970), nordirische Politikerin (DUP)
- Arlene Kelly (Cricketspielerin) (* 1994), irisch-neuseeländische Cricketspielerin
- Arthur Kelly, britischer Musiker, trat mit Lightnin’ Slim auf
- Ashley Kelly (* 1991), Sprinterin von den Britischen Jungferninseln
- Ashra Kelly-Blue, britische Maskenbildnerin

#### B
- Barbara Kelly (1924–2007), kanadische Schauspielerin
- Barbara Ann Kelly (1946–1982), US-amerikanische Musikerin
- Barby Kelly (1975–2021), irische Musikerin
- Barrie Kelly (* 1940), britischer Sprinter
- Barry Kelly (* 1954), australischer Kanute
- Basil Kelly (Politiker) (1920–2008), nordirischer Politiker und Jurist
- Basil Kelly (Segler) (1930–2003), bahamaischer Segler
- Bernard Matthew Kelly (1918–2006), US-amerikanischer römisch-katholischer Weihbischof
- Billy Kelly (* 1945), irischer Snookerspieler
- Bob Kelly (Fußballspieler) (Robert Kelly; 1893–1969), englischer Fußballspieler und -trainer
- Bob Kelly (Footballspieler, 1925) (Robert Joseph Kelly; * 1925), US-amerikanischer American-Football-Spieler
- Bob Kelly (Eishockeyspieler, 1928) (1928–2012), kanadischer Eishockeyspieler
- Bob Kelly (Footballspieler, 1938) (Bob Lee Kelly; 1938–2014), US-amerikanischer American-Football-Spieler
- Bob Kelly (Eishockeyspieler, 1950) (Robert James Kelly; * 1950), kanadischer Eishockeyspieler
- Brendan Kelly (* 1946), irischer Geistlicher, römisch-katholischer Bischof von Galway und Kilmacduagh
- Brian Kelly (Schauspieler) (1931–2005), US-amerikanischer Schauspieler
- Brian Kelly (Fußballspieler, 1937) (William Brian Kelly; 1937–2013), englischer Fußballspieler
- Brian Kelly (Fußballspieler, 1943) (Brian Leslie Kelly; 1943–2018), englischer Fußballspieler
- Brian Kelly (Fußballspieler, 1974) (* 1974), US-amerikanischer Fußballspieler
- Brian Kelly (Footballspieler) (* 1976), US-amerikanischer American-Football-Spieler
- Brian Kelly (Schachspieler) (* 1978), irischer Schachspieler
- Bridget Kelly (* 1986), US-amerikanische Sängerin

#### C
- Cathy Kelly (* 1966), irische Schriftstellerin
- Chantal Kelly (* 1950), französische Pop- und Schlagersängerin
- Chloe Kelly (* 1998), englische Fußballspielerin
- Chris Kelly (Musiker) (1890–1929), US-amerikanischer Trompeter und Bandleader
- Chris Kelly (Mac Daddy; 1978–2013), US-amerikanischer Sänger, Mitglied von Kris Kross
- Chris Kelly (Eishockeyspieler) (* 1980), kanadischer Eishockeyspieler und -trainer
- Christopher A. Kelly (* um 1952), pensionierter Generalleutnant der US Air Force
- Christopher G. Kelly († 2009), US-amerikanischer Politiker
- Clare Kelly, neuseeländische Diplomatin
- Clare Kelly (Schauspielerin) (1922–2001), britische Schauspielerin
- Clarence Kelly (1941–2023), US-amerikanischer sedisvakantistischer Bischof
- Conor Kelly (* 2007), britisch-irischer Leichtathlet
- Craig Kelly (Schauspieler, 1907) (1907–1991), US-amerikanischer Schauspieler
- Craig Kelly (Snowboarder) (1966–2003), US-amerikanischer Snowboarder
- Craig Kelly (Schauspieler, 1970) (* 1970), britischer Schauspieler

#### D
- D. K. Kelly (1947–2015), US-amerikanischer Schauspieler
- Damon Kelly (* 1983), australischer Gewichtheber
- Daniel Kelly (Leichtathlet) (1883–1920), US-amerikanischer Weitspringer
- Daniel Kelly (Judoka) (* 1977), australischer Judoka
- Daniel Kelly (* 1989), US-amerikanischer Pokerspieler, siehe Dan Kelly
- Daniel Kelly (Fußballspieler, 2005) (* 2005), schottischer Fußballspieler
- Daniel Hugh Kelly (* 1952), US-amerikanischer Filmschauspieler
- Daniel Jerome Kelly (1930–2002), US-amerikanischer Musiker mit irischen Wurzeln
- Darren Kelly (* 1979), nordirischer Fußballspieler
- Dave Kelly (* 1947), britischer Sänger, Gitarrist und Komponist
- David Kelly (Fußballspieler, 1891) (1891–1978), schottischer Fußballspieler
- David Kelly (Schauspieler) (1929–2012), irischer Schauspieler
- David Kelly (Segler, 1932) (David Albert Kelly; 1932–2009), bahamaischer Segler
- David Kelly (Mikrobiologe) (1944–2003), britischer Mikrobiologe
- David Kelly (Segler, 1955) (* 1955), Segler der Amerikanischen Jungferninseln
- David Kelly (Fußballspieler, 1962) (* 1962), schottischer Fußballspieler
- David Kelly (Fußballspieler, 1965) (* 1965), irischer Fußballspieler und -trainer
- David Patrick Kelly (* 1951), amerikanischer Schauspieler
- David Victor Kelly (1891–1959), britischer Diplomat
- Dayne Kelly (* 1990), australischer Tennisspieler
- Dean Kelly (* 1988), irischer Eishockeyspieler
- Dean Lennox Kelly (* 1975), britischer Schauspieler
- Dennis Kelly (* 1970), englischer Autor
- Dennis Kelly (Footballspieler) (* 1990), US-amerikanischer American-Football-Spieler
- Don Kelly (* 1980), US-amerikanischer Baseballspieler

#### E
- Ed Kelly (Schauspieler, I), Schauspieler
- Ed Kelly (Musiker) (Edwin Kelly; 1935–2005), US-amerikanischer Jazzmusiker
- Ed Kelly (Billardspieler) (Edwin Kelly; * 1938), US-amerikanischer Billardspieler
- Ed Kelly (Fußballspieler) (Edmond Kelly; * 1948), irisch-US-amerikanischer Fußballspieler und -trainer
- Ed Kelly (Schauspieler, II), kanadischer Schauspieler
- Eddie Kelly (Edward Patrick Kelly; * 1951), schottischer Fußballspieler
- Edna F. Kelly (1906–1997), US-amerikanische Politikerin
- Edward Kelly (1555–1595), englischer Alchemist, siehe Edward Kelley
- Edward A. Kelly (1892–1969), US-amerikanischer Politiker
- Edward Joseph Kelly (1876–1950), US-amerikanischer Politiker
- Edward Kelly (Politiker) (1883–1972), irischer Politiker
- Edward Joseph Kelly (Bischof) (1890–1956), US-amerikanischer Geistlicher, Bischof von Boise City
- Edward Ned Kelly (1855–1880), australischer Straßenräuber, siehe Ned Kelly
- Elisabeth Kelly (1825–1890), Schweizer Malerin
- Ellsworth Kelly (1923–2015), US-amerikanischer Maler und Plastiker
- Elsa Kelly (* 1939), argentinische Juristin, Hochschullehrerin und Richterin
- Emmett Kelly (1898–1979), US-amerikanischer Clown
- Emmett Kelly Jr. (1923–2006), US-amerikanischer Clown
- Erin Kelly (Schauspielerin) (* 1981), amerikanische Schauspielerin
- Erin Kelly (Schriftstellerin) (* 1976), britische Schriftstellerin

#### F
- Fanny Kelly (1845–1904), US-amerikanische Pionierin
- Fiona Kelly (* 1959), britische Buchautorin
- Fitzroy Kelly (1796–1880), britischer Politiker und Jurist
- Francis E. Kelly (1903–1982), US-amerikanischer Politiker
- Frank Kelly (Fußballspieler, 1878) (1878–1924), englischer Fußballspieler
- Frank Kelly (Fußballspieler, 1892) (Francis Kelly; 1892–1919), schottischer Fußballspieler
- Frank Kelly (Schauspieler) (1938–2016), irischer Schauspieler
- Frank Kelly (Mathematiker) (* 1950), britischer Stochastiker
- Frank Kelly (Librettist), US-amerikanischer Lehrer, Librettist und Schriftsteller
- Frank Kelly (Mediziner), britischer Mediziner
- Frank K. Kelly (1914–2010), US-amerikanischer Schriftsteller
- Fred Kelly (1891–1974), US-amerikanischer Hürdenläufer
- Fred Kelly (Skilangläufer) (* 1952), kanadischer Skilangläufer
- Freda Kelly (* 1945), britische Sekretärin und Fanclubbeauftragte der Beatles
- Frederick Septimus Kelly (1881–1916), britischer Komponist und Ruderer

#### G
- Gabriel Kelly (* 2001), deutsch-irischer Musiker
- Gail Kelly (* 1956), australische Bankmanagerin
- Gary Kelly (* 1974), irischer Fußballspieler
- Gavin Kelly (* 1974), britischer Altphilologe
- Gene Kelly (1912–1996), US-amerikanischer Schauspieler und Tänzer
- George Kelly (Schriftsteller) (1887–1974), US-amerikanischer Schriftsteller
- George Kelly (Baseballspieler) (1895–1984), US-amerikanischer Baseballspieler
- George Kelly (Musiker) (1915–1998), US-amerikanischer Jazzmusiker
- George A. Kelly (1905–1967), US-amerikanischer Psychologe
- George B. Kelly (1900–1971), US-amerikanischer Politiker
- Gerald Festus Kelly (1879–1972), britischer Maler
- Gerard Kelly (1959–2010), schottischer Schauspieler
- Godfrey Kelly (1928–2022), bahamaischer Regattasegler und Politiker
- Grace Kelly (1929–1982), US-amerikanische Schauspielerin und Fürstin von Monaco
- Grace Kelly (Musikerin) (* 1992), US-amerikanische Jazzmusikerin und Komponistin
- Gregory Kelly (* 1956), US-amerikanischer Geistlicher, Bischof von Tyler
- Gregory Maxwell Kelly (1930–2007), australischer Mathematiker
- Guy Kelly (1906–1940), US-amerikanischer Jazzmusiker

#### H
- Hannah Kelly (* 2000), britische Sprinterin
- Harry Kelly (1895–1971), US-amerikanischer Jurist und Politiker
- Howard Atwood Kelly (1858–1943), US-amerikanischer Gynäkologe
- Hugh Kelly (Dichter) (1739–1777), irischer Dramatiker, Dichter und Journalist in London

#### J
- J. Bob Kelly (John Robert Kelly; * 1946), kanadischer Eishockeyspieler und -trainer
- J. P. Kelly (John-Paul Kelly; * 1987), britischer Pokerspieler
- J. W. Kelly (1899/1900–nach 1960), US-amerikanischer Unternehmer und Politiker
- Jack Kelly (1927–1992), US-amerikanischer Schauspieler und Politiker
- Jackie Kelly (* 1964), australische Politikerin
- Jacqueline Kelly, US-amerikanische Ärztin und Schriftstellerin
- Jadea Kelly, kanadische Sängerin, Songwriterin und Gitarristin
- James Kelly (Politiker, 1760) (1760–1819), US-amerikanischer Politiker (Pennsylvania)
- James Kelly (Entdecker) (1791–1859), australischer Entdecker
- James Kelly (Journalist) (1809–1895), US-amerikanischer Journalist
- James Kelly (Bischof) (1832–1907), schottischer Bischof
- James Kelly (Fußballspieler, 1865) (1865–1932), schottischer Fußballspieler
- James Kelly (Fußballspieler, 1911) (1911–1970), irischer Fußballspieler
- James Kelly (Fußballspieler, 1920) (* um 1920), US-amerikanischer Fußballspieler
- James Kelly (Fußballspieler, 1931) (1931–2003), englischer Fußballspieler
- James Kelly (Fußballspieler, 1957) (* 1957), englischer Fußballspieler
- James Kelly (Historiker) (* 1959), irischer Historiker
- James Kelly (Politiker, 1963) (* 1963), schottischer Politiker
- James Kelly (Redakteur), US-amerikanischer Journalist
- James Kelly (Fußballspieler, 1973) (* 1973), englischer Fußballspieler
- James Kelly (* 1974), US-amerikanischer Rapper, siehe LMNO
- James Kelly (Footballspieler) (* 1983), australischer Footballspieler
- James Fitzmaurice-Kelly (1858–1923), britischer Hispanist
- James B. Kelly, US-amerikanischer Politiker (Pennsylvania)
- James E. Kelly (1855–1933), US-amerikanischer Bildhauer und Illustrator
- James F. Kelly, US-amerikanischer Schauspieler
- James K. Kelly (1819–1903), US-amerikanischer Politiker
- James M. Kelly (1946–2013), US-amerikanischer Karateka und Schauspieler, siehe Jim Kelly (Schauspieler)
- James M. Kelly (Politiker) (* 1960), US-amerikanischer Politiker (Maryland)
- James McNeal Kelly (* 1964), US-amerikanischer Astronaut
- James Patrick Kelly (* 1951), US-amerikanischer Autor
- James Patrick Kelly (Politiker), irischer Politiker (Fianna Fáil)
- James Victor Kelly (* 1971), irisch-amerikanischer Musiker, siehe Jimmy Kelly
- James Whyte Kelly (1855–1938), neuseeländischer Politiker
- Jamie Kelly (* 1959), australischer Sprinter
- Jamill Kelly (* 1977), US-amerikanischer Ringer
- Jean Louisa Kelly (* 1972), US-amerikanische Schauspielerin
- Jeffery Kelly (* 1960), US-amerikanischer Biochemiker
- Jill Kelly (* 1971), US-amerikanische Pornodarstellerin
- Jim Kelly (Fußballspieler, 1870) (1870–1935), irischer Fußballspieler
- Jim Kelly (Fußballspieler, 1926) (1926–1996), englischer Fußballspieler
- Jim Kelly (Schauspieler) (1946–2013), US-amerikanischer Schauspieler
- Jim Kelly (Schriftsteller) (* 1957), britischer Schriftsteller
- Jim Kelly (Footballspieler) (* 1960), US-amerikanischer Football-Spieler
- Jim Kelly (Basketballtrainer), US-amerikanischer Basketballtrainer
- Jimmy Kelly (* 1971), irischer Musiker
- Jo Ann Kelly (1944–1990), britische Bluessängerin
- Joan Kelly (1928–1982), US-amerikanische Historikerin
- Joanne Kelly (* 1978), kanadische Schauspielerin
- Joe Kelly (Rennfahrer) (1913–1993), irischer Automobilrennfahrer
- Joe Kelly (Footballspieler) (* 1964), US-amerikanischer Football-Spieler
- Joe Kelly (Comicautor), US-amerikanischer Comicautor
- Joe Kelly (Baseballspieler) (* 1988), US-amerikanischer Baseballspieler
- Joey Kelly (* 1972), US-amerikanisch-irischer Musiker und Extremsportler
- John Kelly (Mediziner) (1726–1772), englischer Mediziner
- John Kelly of Killanne († 1798), irischer Freiheitskämpfer
- John Kelly (Politiker) (1822–1886), US-amerikanischer Politiker
- John Kelly (Fußballspieler), schottischer Fußballtorwart
- John Kelly (Schauspieler) (1901–1947), US-amerikanischer Schauspieler
- John Kelly (Schiedsrichter) (1915–2003), englischer Fußballschiedsrichter
- John Kelly (Geher) (1929–2012), irischer Leichtathlet
- John Kelly (Boxer) (* 1932), britischer Boxer
- John Kelly (Illustrator) (* 1964), britischer Illustrator
- John Kelly (Rugbyspieler) (* 1974), irischer Rugby-Union-Spieler
- John Kelly (Leichtathlet) (* 1996), irischer Kugelstoßer
- John Kelly (Footballspieler) (* 1996), US-amerikanischer American-Football-Spieler
- John Anthony Kelly (1915–1987), australischer römisch-katholischer Geistlicher und Weihbischof in Melbourne
- John B. Kelly senior (1889–1960), US-amerikanischer Ruderer
- John B. Kelly junior (1927–1985), US-amerikanischer Sportler, Sportfunktionär und Geschäftsmann
- John D. Kelly (1871–1936), britischer Admiral
- John E. Kelly (1911–1995), US-amerikanischer Generalleutnant
- John F. Kelly (John Francis Kelly; * 1950), US-amerikanischer General und Politiker
- John Forrest Kelly (1859–1922), US-amerikanischer Erfinder
- John J. Kelly (John Joseph Kelly; 1898–1957), US-amerikanischer Soldat
- John Larry Kelly junior (1923–1965), US-amerikanischer Physiker
- John M. Kelly (John Maurice Kelly; 1931–1991), irischer Politiker (Fine Gael), Attorney General und Rechtswissenschaftler
- John Michael Kelly (* 1967), irisch-deutscher Musiker
- John Michael Kelly (Geistlicher) (1911–1986), kanadischer Geistlicher
- John Norman Davidson Kelly (1909–1997), britischer Theologe, Kirchenhistoriker und Hochschullehrer
- John Paul Kelly (* 1959), kanadischer Eishockeyspieler
- John-Paul Kelly (* 1987), britischer Pokerspieler, siehe J. P. Kelly
- John Robert Kelly (* 1946), kanadischer Eishockeyspieler und -trainer, siehe J. Bob Kelly
- John Simms Kelly, eigentlicher Name von Shipwreck Kelly (1910–1986), US-amerikanischer American-Football-Spieler
- Johnny Kelly (* 1968), US-amerikanischer Schlagzeuger
- José Antonio Kelly Márquez (* 1978), panamaischer Fußballschiedsrichter
- Josh Kelly (* 1994), britischer Boxer
- Joseph Kelly (Radsportler) (* 1992), britischer Radsportler
- Joseph Kelly (Schauspieler), Schauspieler
- Joseph D. Kelly (vor 1942–2006), US-amerikanischer Toningenieur
- Joseph J. Kelly (1897–1963), US-amerikanischer Politiker
- Judianne Kelly (* um 1955), US-amerikanische Badmintonspielerin
- Juliet Kelly (* 1970), britische Jazzmusikerin
- Junior Kelly (* 1969), jamaikanischer Reggae-Sänger
- Justin Kelly (Eishockeyspieler) (* 1981), kanadischer Eishockeyspieler
- Justin Kelly (Schauspieler) (* 1992), kanadischer Schauspieler
- Justin Kelly (Filmproduzent) (* 1975), kanadischer Filmproduzent und Filmschaffender
- Justin Kelly (Regisseur), US-amerikanischer Filmschaffender

#### K
- Kate Kelly (Bildhauerin) (1882–1964), hawaiianisch-amerikanische Bildhauerin
- Kate Kelly (Feministin) (* 1980), US-amerikanische Frauenrechtlerin
- Katherine Kelly (* 1979), britische Schauspielerin
- Kathy Kelly (Friedensaktivistin) (* 1953), US-amerikanische Friedensaktivistin und Autorin
- Kathy Kelly (Musikerin) (Kathleen Anne Kelly; * 1961), US-amerikanische Musikerin
- Katie Kelly (Kathleen Elizabeth Kelly; * 1987), US-amerikanische Fußballspielerin
- Kelly Kelly (Barbara Jean Blank; * 1987), US-amerikanische Wrestlerin und Model
- Kevin Kelly (Journalist) (* 1937), irischer Journalist und Autor
- Kevin Kelly (1945–1991), deutsche Schriftstellerin, siehe Susanne U. Wiemer
- Kevin Kelly (Eishockeyspieler) (* 1978), irischer Eishockeytorwart
- Kevin T. Kelly (* 1933), britischer römisch-katholischer Theologe, Geistlicher und Autor
- Kevin Thomas Kelly (1910–1994), australischer Diplomat
- King Kelly (1857–1894), US-amerikanischer Baseballspieler
- Kira Kelly (* 1979), deutsche Musikerin
- Klaudia Kelly (* 1988), US-amerikanische Pornodarstellerin
- Klesie Kelly (* 1946), US-amerikanische Sopranistin und Gesangspädagogin

#### L
- Laura Kelly (Politikerin) (* 1950), US-amerikanische Politikerin
- Laura Michelle Kelly (* 1981), britische Schauspielerin und Sängerin
- Laurence Kelly (* 1946), irischer Politiker (Fianna Fáil), Teachta Dála
- Leonard Kelly-Young (* 1948), US-amerikanischer Schauspieler
- Leonard Patrick Kelly (* 1927), kanadischer Eishockeyspieler und -trainer, siehe Red Kelly (Eishockeyspieler)
- Leontine T. C. Kelly (1920–2012), US-amerikanische Bischöfin
- Leroy Kelly (* 1942), US-amerikanischer American-Football-Spieler
- Leroy Milton Kelly (1914–2002), US-amerikanischer Mathematiker
- Liam Kelly (Politiker) (1922–2011), irischer Politiker
- Liam Kelly (Fußballspieler, 1975) (* 1975), irischer Fußballspieler
- Liam Kelly (Fußballspieler, 1990) (* 1990), schottischer Fußballspieler
- Liam Kelly (Fußballspieler, 1995) (* 1995), irischer Fußballspieler
- Liam Kelly (Fußballspieler, 1996) (* 1996), schottischer Fußballspieler
- Liam Kelly (Dartspieler). englischer Dartspieler
- Linda A. Morabito-Kelly (* 1953), US-amerikanische Ingenieurin
- Lisa Kelly (* 1977), irische Sängerin
- Lisa Robin Kelly (1970–2013), US-amerikanische Schauspielerin
- Lloyd Kelly (* 1998), englischer Fußballspieler
- Lukas Kelly-Heald (* 2005), neuseeländischer Fußballspieler
- Luke Kelly (1940–1984), irischer Musiker

#### M
- Machine Gun Kelly (Krimineller) (George Kelly Barnes; 1895–1954), US-amerikanischer Krimineller
- Machine Gun Kelly (Musiker) (Colson Baker; * 1990), US-amerikanischer Musiker
- Madeleine Kelly (* 1995), kanadische Mittelstreckenläuferin
- Maegan Kelly (* 1992), US-amerikanisch-kanadische Fußballspielerin
- Maeve O’Brien-Kelly (* 1930), irische Autorin
- Maite Kelly (* 1979), irisch-amerikanische Sängerin
- Margaret Kelly (* 1956), britische Schwimmerin
- Mark Kelly (Keyboarder) (* 1961), britischer Keyboarder
- Mark Kelly (Reiter) (* 1963), britischer Springreiter
- Mark Kelly (Politiker) (* 1964), US-amerikanischer Astronaut und Politiker
- Mark Kelly (Schauspieler) (* 1973), US-amerikanischer Schauspieler
- Mark Kelly (Sänger), britischer Sänger
- Mark Kelly (Dartspieler), englischer Dartspieler
- Mark D. Kelly (* um 1962), pensionierter General der US Air Force
- Martha Mott Kelly (1906–2005), Schriftstellerin, siehe Patrick Quentin
- Martin Kelly (Mediziner) (1965–2008), britischer Chirurg
- Martin Kelly, schottischer Musiker, siehe Martin and James
- Martin Kelly (Fußballspieler) (* 1990), englischer Fußballspieler
- Mary Kelly (Konzeptkünstlerin) (* 1941), US-amerikanische Konzeptkünstlerin
- Mary Jane Kelly (1863–1888), britische Prostituierte und Verbrechensopfer (Jack the Ripper)
- Mary Pat Kelly (* 1944), US-amerikanische Autorin und Regisseurin
- Matt Kelly (* 1985), kanadischer Eishockeyspieler
- Matthew Kelly (* 1973), australischer Prediger, Berater und Autor
- Maureen Kelly (1956–2008), US-amerikanische Schauspielerin und Showgirl
- May Kelly (* 2000), britische Schauspielerin
- Megyn Kelly (* 1970), US-amerikanische Journalistin und Fernsehmoderatorin
- Melissa Kelly, australische Film- und Fernsehproduzentin
- Melville Clyde Kelly (1883–1935), US-amerikanischer Politiker
- Mervin Joe Kelly (1894–1971), US-amerikanischer Physiker und Manager
- Michael Kelly (Sänger) (auch Michael O’Kelly; 1762–1826), irischer Opernsänger (Tenor), Komponist, Musikschriftsteller und Schauspieler
- Michael Kelly (Erzbischof) (1850–1940), australischer Theologe, Erzbischof von Sydney
- Michael Kelly (Sportschütze) (1872–1923), US-amerikanischer Sportschütze
- Michael Kelly (Physiker) (* 1949), britisch-neuseeländischer Physiker
- Michael Kelly (Philosoph) (* 1954), US-amerikanischer Philosoph und Kunsthistoriker
- Michael Kelly (Journalist) (1957–2003), US-amerikanischer Journalist
- Michael Kelly (Schriftsteller) (* 1963), US-amerikanischer Autor und Herausgeber
- Michael Kelly (Schauspieler) (* 1969), US-amerikanischer Schauspieler
- Michael Kelly (Reiter), irischer Springreiter
- Michael Patrick Kelly (Paddy Kelly; * 1977), irisch-US-amerikanischer Sänger, Musiker und Komponist
- Michelle Kelly (* 1974), kanadische Skeletonpilotin
- Mike Kelly (Fußballspieler) (Michael John Kelly; * 1942), englischer Fußballtorhüter und Trainer
- Mike Kelly (Politiker, 1942) (* 1942), US-amerikanischer Politiker (Alaska)
- Mike Kelly (Politiker, 1948) (* 1948), US-amerikanischer Politiker (Pennsylvania)
- Mike Kelly (Eishockeytrainer, 1952) (* 1952), kanadischer Eishockeytrainer und -funktionär
- Mike Kelly (Politiker, 1960) (* 1960), australischer Politiker
- Mike Kelly (Eishockeytrainer, 1960) (* 1960), kanadischer Eishockeytrainer und -funktionär
- Mike Kelly (Eishockeyspieler) (* 1966), kanadischer Eishockeyspieler
- Minka Kelly (* 1980), US-amerikanische Schauspielerin
- Moira Kelly (* 1968), US-amerikanische Schauspielerin
- Mona Kelly, Geburtsname von Mona Ray (1905–1986), US-amerikanische Schauspielerin
- Mona Kelly (Sängerin) (* 1940), kanadische Sängerin (Mezzosopran)
- Mona Kelly (Krankenschwester), kanadische Krankenschwester

#### N
- Nancy Kelly (1921–1995), US-amerikanische Schauspielerin
- Natália Kelly (* 1994), österreichische Popsängerin
- Natasha A. Kelly (* 1973), Kommunikationswissenschaftlerin und Soziologin
- Ned Kelly (Edward Ned Kelly; 1855–1880), australischer Straßenräuber

#### O
- Oisín Kelly (1915–1981), irischer Bildhauer
- Oliver S. Kelly (1824–1904), US-amerikanischer Unternehmer
- Olwen Catherine Kelly, irisches Model und Schauspielerin

#### P
- Paddy Kelly (* 1977), irisch-US-amerikanischer Musiker, siehe Michael Patrick Kelly
- Pat Kelly (Fußballspieler) (Patrick Michael Kelly; 1918–1985), irischer Fußballspieler
- Pat Kelly (Eishockeyspieler) (Patrick J. Kelly; * 1935), kanadischer Eishockeyspieler und -trainer
- Pat Kelly (Rockabillymusiker) (* 1939), US-amerikanischer Rockabilly-Musiker
- Pat Kelly (Reggaemusiker) (* 1949), jamaikanischer Reggae-Musiker
- Pat Kelly (Jazzmusiker), US-amerikanischer Jazzgitarrist, Komponist und Produzent
- Pat Kelly (Eisschnellläufer) (Leonard Patrick Kelly; * 1962), kanadischer Eisschnellläufer
- Pat Kelly (Schauspieler), kanadischer Schauspieler
- Patricia Kelly (* 1969), irische Musikerin
- Patrick Kelly (Bischof, 1779) (1779–1829), irischer Geistlicher, Bischof von Waterford und Lismore
- Patrick Kelly (Bischof, 1938) (* 1938), englischer Geistlicher, Erzbischof von Liverpool
- Patrick Kelly (Modedesigner) (1954–1990), US-amerikanischer Modeschöpfer
- Patrick Kelly (Rennfahrer) (* 1967), US-amerikanischer Autorennfahrer
- Patrick Joseph Kelly (1894–1991), irischer römisch-katholischer Missionar und Bischof von Benin City
- Patsy Kelly (1910–1981), US-amerikanische Schauspielerin
- Paul Kelly (Mobster) (1871–1936), US-amerikanischer Mobster
- Paul Kelly (Schauspieler) (1899–1956), US-amerikanischer Schauspieler
- Paul Kelly (Sänger, 1940) (1940–2012), US-amerikanischer Soulsänger
- Paul Kelly (Journalist) (* 1947), australischer Journalist
- Paul Kelly (australischer Musiker) (* 1955), australischer Singer-Songwriter
- Paul Kelly (Musiker) (* 1957), irischer Musiker
- Paul Kelly (Regisseur) (* 1962), britischer Regisseur und Musiker
- Paul Kelly (Sänger, 1964) (* 1964), US-amerikanischer Musiker, Mitglied der Kelly Family
- Paul Kelly (Eishockeyspieler, 1967) (* 1967), kanadischer Eishockeyspieler und -trainer
- Paul Kelly (Footballspieler) (* 1969), britischer Australian-Football-Spieler
- Paul Kelly (Eishockeyspieler, 1980) (* 1980), US-amerikanischer Eishockeyspieler
- Paul Kelly (Kampfsportler), englischer Mixed-Martial-Arts-Kämpfer
- Paul Austin Kelley (* 1960), US-amerikanischer Opernsänger (Tenor)
- Paul J. Kelly (1915–1995), US-amerikanischer Mathematiker
- Paula Kelly (1942–2020), US-amerikanisches Fotomodell und Schauspielerin
- Peter Kelly (Politiker) (1944–2019), irischer Politiker (Fianna Fáil)
- Peter Kelly (Richter) (* 1950), irischer Richter und Rechtsanwalt
- Peter Kelly (Rugbyspieler) (* 1959), australischer Rugbyspieler
- Petra Kelly (1947–1992), deutsche Politikerin (Bündnis 90/Die Grünen) und Friedensaktivistin
- Phil Kelly (Fußballspieler, 1869) (Philip Kelly; 1869–??), englischer Fußballspieler
- Phil Kelly (Fußballspieler, 1939) (James Philip Vincent Kelly; 1939–2012), irischer Fußballspieler
- Phil Kelly (Komponist) (1937–2023), US-amerikanischer Komponist und Arrangeur
- Phil Kelly (Maler) (1950–2010), irisch-mexikanischer Maler
- Phil Kelly (Footballspieler) (Phillip Vincent Kelly; * 1957), australischer Australian-Football-Spieler
- Piper Kelly (* 1999), US-amerikanische Speedkletterin
- Priscilla Lee Kelly (* 1997), US-amerikanische Wrestlerin, siehe Gigi Dolin

#### R
- R. Kelly (Robert Sylvester Kelly; * 1967), amerikanischer Musiker und Sänger
- Rae’Ven Larrymore Kelly (* 1985), US-amerikanische Schauspielerin
- Ray Kelly (Priester) (* 1953), irischer Priester und Sänger
- Ray Kelly (Fußballspieler) (* 1976), irischer Fußballspieler
- Ray Kelly (Tennisspieler), australischer Tennisspieler
- Red Kelly (Eishockeyspieler) (Leonard Patrick Kelly; 1927–2019), kanadischer Eishockeyspieler, -trainer und -funktionär
- Red Kelly (1927–2004), US-amerikanischer Jazz-Bassist, siehe Thomas Raymond Kelly
- Richard Kelly (Politiker) (1924–2005), US-amerikanischer Politiker
- Richard Kelly (Regisseur) (* 1975), US-amerikanischer Regisseur und Drehbuchautor
- Rick Kelly (Schauspieler), US-amerikanischer Schauspieler
- Rick Kelly (Autorennfahrer) (* 1983), australischer Autorennfahrer
- Robert Kelly (1893–1969), englischer Fußballspieler, siehe Bob Kelly (Fußballspieler)
- Robert Kelly (Curler), schottischer Curler
- Robert Kelly (Dichter) (* 1935), US-amerikanischer Dichter
- Robert Kelly (Komiker), US-amerikanischer Komiker und Schauspieler
- Robert Kelly (Politiker), chilenischer Politiker
- Robert E. Kelly (* 1972), US-amerikanischer Politologe und Dozent
- Robert Sylvester Kelly, bekannt als R. Kelly (* 1967), US-amerikanischer Musiker und Sänger
- Robert Talbot Kelly (1861–1934), britischer Maler, Illustrator und Autor
- Roberta Kelly (* 1942), US-amerikanische Sängerin
- Robin Kelly (* 1956), US-amerikanische Politikerin
- Ruth Kelly (* 1968), britische Politikerin
- Ryan Kelly (Comiczeichner) (* 1976), US-amerikanischer Comiczeichner
- Ryan Kelly (Schwimmer), südafrikanischer Schwimmer
- Ryan Kelly (Leichtathlet) (* 1981), US-amerikanischer Hammerwerfer
- Ryan Kelly (Fußballspieler) (* 1981), US-amerikanischer Fußballspieler
- Ryan Kelly (Fotojournalist) (* 1986), US-amerikanischer Fotojournalist
- Ryan Kelly (Baseballspieler) (William Ryan Kelly; * 1987), US-amerikanischer Baseballspieler
- Ryan Kelly (Basketballspieler) (Ryan Matthew Kelly; * 1991), US-amerikanischer Basketballspieler
- Ryan Kelly (Footballspieler) (Ryan Patrick Kelly; * 1993), US-amerikanischer American-Football-Spieler

#### S
- Sam Kelly (1943–2014), britischer Schauspieler
- Sara Kelly-Husain (* 1980), irische Schauspielerin und Sprecherin
- Scott Kelly (Musiker) (* 1967), US-amerikanischer Musiker
- Scott Kelly (Astronaut) (* 1964), US-amerikanischer Astronaut
- Seamus Kelly (* 1991), US-amerikanischer Rugby-Union-Spieler
- Sean Kelly (Schriftsteller) (1940–2022), kanadischer Schriftsteller und Humorist
- Seán Kelly (Politiker) (* 1956), irischer Lehrer, Sportfunktionär und Politiker
- Sean Kelly (Radsportler) (* 1956), irischer Radrennfahrer
- Sean Kelly (Fußballspieler) (* 1993), schottischer Fußballspieler
- Sean Dylan Kelly (* 2002), US-amerikanischer Motorradrennfahrer
- Shane Kelly (* 1972), australischer Radrennfahrer
- Shane F. Kelly, Kameramann
- Sharon Kelly, Pseudonym von Colleen Brennan (* 1949), US-amerikanische ehemalige Pornodarstellerin und Filmschauspielerin
- Sharon Pratt Kelly (* 1944), US-amerikanische Politikerin
- Shipwreck Kelly (John Simms Kelly; 1910–1986), US-amerikanischer American-Football-Spieler
- Siena Kelly (* 1996), britische Schauspielerin
- Simon Kelly (* 1984), irischer Fußballspieler
- Stephen Kelly (Fußballspieler, 1983) (* 1983), irischer Fußballspieler
- Stephen Kelly (Fußballspieler, 2000) (* 2000), schottischer Fußballspieler
- Stephen F. Kelly (* 1947), englischer Autor und Journalist
- Stephen Paul Kelly (* 1950), US-amerikanischer Kanute und Olympiateilnehmer
- Steven Kelly (Sportschütze) (Steven Thomas Kelly; * 1952), kanadischer Sportschütze
- Steven Kelly (Segler) (Stephen Kenneth Kelly; * 1955), bahamaischer Segler
- Steve Kelly (R. Steven Kelly; * 1976), kanadischer Eishockeyspieler
- Sue W. Kelly (* 1936), US-amerikanische Politikerin

#### T
- T. Ross Kelly (Thomas Ross Kelly; * 1942), US-amerikanische Chemiker
- Tadhg Kelly (* 1988), US-amerikanischer Schauspieler
- Terence Kelly (Schriftsteller) (1920–2011), britischer Schriftsteller
- Terence Kelly (Schauspieler) (auch Terrence Kelly; * 1922), kanadischer Schauspieler
- Terry Kelly (Filmeditor)
- Terry Kelly (Schachspieler) (Terence Christopher Kelly; 1930/1931–2010), irischer Schachspieler
- Terry Kelly (Sänger), kanadischer Sänger
- Theo Kelly (1896–1964), englischer Fußballtrainer
- Thomas Kelly (Cricketspieler, 1844) (1844–1893), australischer Cricketspieler
- Thomas Kelly (Fußballspieler) (1902–1979), englischer Fußballspieler
- Thomas Cajetan Kelly (1931–2011), US-amerikanischer Geistlicher, Erzbischof von Louisville
- Thomas J. Kelly (* 1941), US-amerikanischer Genforscher
- Thomas P. Kelly junior (1929–2021), US-amerikanischer Filmproduzent, Autor, Filmemacher und Theaterschauspieler
- Thomas Kelly-Kenny (1840–1914), britischer General
- Thomas Raymond Kelly (Red Kelly; 1927–2004), US-amerikanischer Jazzmusiker
- Thomas Kelly (Cricketspieler, 2000) (* 2000), australischer Cricketspieler
- Tom Kelly (Fußballspieler, 1884) (Thomas Kelly; 1884–1916), englischer Fußballspieler
- Tom Kelly (Fußballspieler, 1919) (Thomas William Kelly; 1919–1970), englischer Fußballspieler
- Tom Kelly, Schweizer Musiker, siehe Tom Kelly Band
- Tom Kelly (Fußballspieler, 1964) (Thomas John Kelly; * 1964), schottischer Fußballspieler
- Tom Kelly (Politiker), britischer Politiker
- Tom Kelly (Moderator), US-amerikanischer Radiomoderator
- Tom Kelly (Songwriter), US-amerikanischer Songwriter
- Tom Kelly (Baseballspieler) (* 1950), US-amerikanischer Baseballspieler
- Tommy Kelly (1925–2016), US-amerikanischer Schauspieler
- Tori Kelly (* 1992), US-amerikanische Singer-Songwriterin
- Trent Kelly (* 1966), US-amerikanischer Politiker

#### V
- Vance Kelly (* 1954), US-amerikanischer Bluesmusiker
- Vanessa Baden Kelly (* 1985), amerikanische Schauspielerin und Drehbuchautorin

#### W
- Walt Kelly (1913–1973), US-amerikanischer Trickfilmzeichner, Comiczeichner und -autor
- Wayne Kelly (1948–2012), US-amerikanischer Box-Ringrichter
- William Kelly (Politiker, 1786) (1786–1834), US-amerikanischer Politiker
- William Kelly (Erfinder) (1811–1888), US-amerikanischer Erfinder
- William Kelly (Theologe) (1821–1906), nordirischer Theologe
- William Kelly (Politiker, 1840) (1840–1907), neuseeländischer Politiker
- William Kelly (Politiker, 1877) (1877–1960), australischer Politiker
- William Kelly (Fußballspieler, 1890) (1890–1920), englischer Fußballspieler
- William Kelly (Fußballspieler, II), irischer Fußballtorhüter
- William Kelly (Mediziner) (1922–2013), US-amerikanischer Mediziner
- William Brian Kelly (1937–2013), englischer Fußballspieler, siehe Brian Kelly (Fußballspieler)
- William Crowley Kelly (1929–2023), US-amerikanischer Geologe, ehemaliger Vizepräsident für Forschung an der Universität von Michigan und Namensgeber für das Mineral Kellyit
- William McDonough Kelly (1925–2013), kanadischer Politiker
- William Thomas Kelly (1877–1944), britischer Politiker
- William W. J. Kelly (1814–1878), US-amerikanischer Politiker
- Willis Kelly (1909–2012), US-amerikanischer Jazztrompeter
- Wynton Kelly (1931–1971), US-amerikanischer Jazzpianist

#### Y
- Yvonne Kelly (* um 1940), irische Badmintonspielerin